# Doljanchi

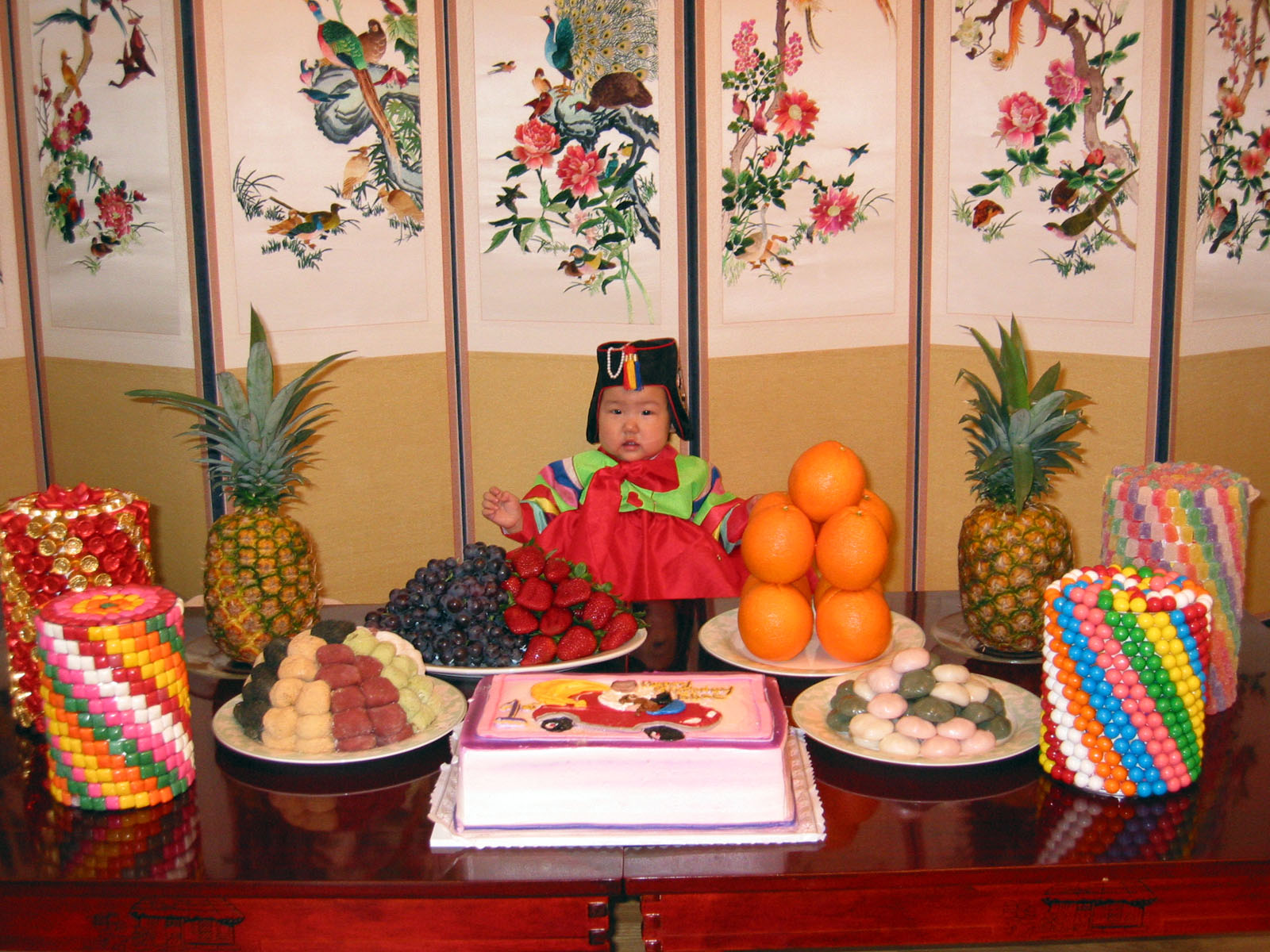
Bambino durante il doljanchi.

Il doljanchi (돌잔치 o 돐잔치?, toljanchiMR) o dol (돌 o 돐?, tolMR) è una tradizione coreana per celebrare il primo compleanno di un bambino, augurandogli un futuro prospero.

## Storia
Questa ricorrenza ha origine durante la dinastia Joseon, periodo in cui il tasso di mortalità infantile entro un anno dalla nascita era molto alto. Per questo motivo, superare il primo anno di vita era un importante traguardo degno di essere festeggiato in grande.

## Tradizioni
Secondo la tradizione, la mattina del compleanno la famiglia si riunisce davanti al samsinsang, un tavolo allestito per le divinità della gravidanza e parto (Samsin halmeoni), e rende grazie servendo riso, miyeokguk e tteok. La festa vera e propria inizia con l'arrivo di parenti e amici e culmina con il doljabi, in cui il festeggiato è incoraggiato a scegliere uno degli oggetti posizionati sul tavolo (tradizionalmente: arco e freccia, libro e pennelli, riso e denaro, forbici e righello) – in base all'oggetto scelto, viene predetto il futuro del festeggiato. Per la maggior parte delle famiglie coreane, questa celebrazione è uno degli eventi familiari più importanti poiché si ritiene che sia strettamente correlato alla salute e la felicità del loro giovane membro della famiglia.

### Cibo

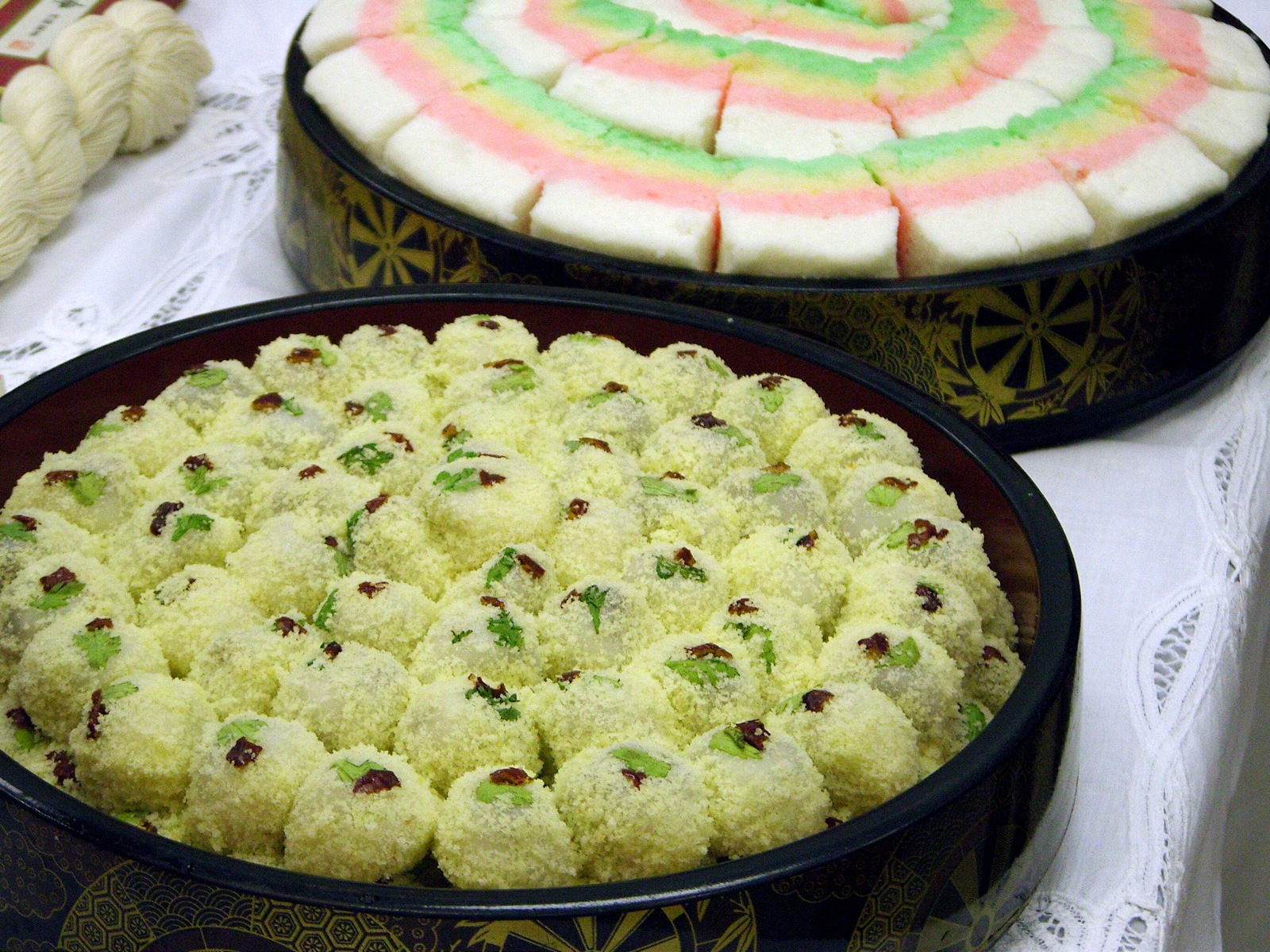
Tteok per il doljanchi.

La cerimonia del doljanchi si apre con il banchetto, chiamato in coreano dolsang, e dedicato alla divinità Samsin halmeoni, considerata il nume tutelare dei bambini. Il bambino è seduto al centro, vestito con l'hanbok, e il cibo imbandito davanti a lui o lei consiste in una varietà di tteok: baekseolgi, susupatteok, injeolmi e songpyeon. Il riso, infatti, è considerato un alimento molto importante nella cucina coreana, anche in conseguenza al fatto che scarseggiava in passato. Il termine baekseolgi deriva dai caratteri cinesi baek (白), che ha il doppio significato di "bianco" e di "cento", sol (雪), che significa "neve", e gi (只), "gnocco di riso": la sua funzione era, quindi, sia ricordare il colore della neve, che augurare al bambino una vita lunga cento anni. I susupatteok, invece, sono gnocchi di riso a base di fagioli rossi che, per via del loro colore rossastro, si pensava fossero dotati di valore apotropaico. L'injeolmi è un altro tipo di gnocco di riso ricco di glutine, cotto a vapore e lavorato fino ad ottenere una consistenza collosa. Infine, i songpyeon sono gnocchi, alcuni con aggiunta di ripieni e altri senza, che augurano al bambino una crescita fruttuosa, sia di carattere che di costituzione fisica. Oltre ai songpyeon vengono preparati anche i noodles, i quali, per via della forma allungata e sottile, simboleggerebbero longevità. Sul tavolo si può trovare anche della frutta che simboleggia prosperità.

### Doljabi

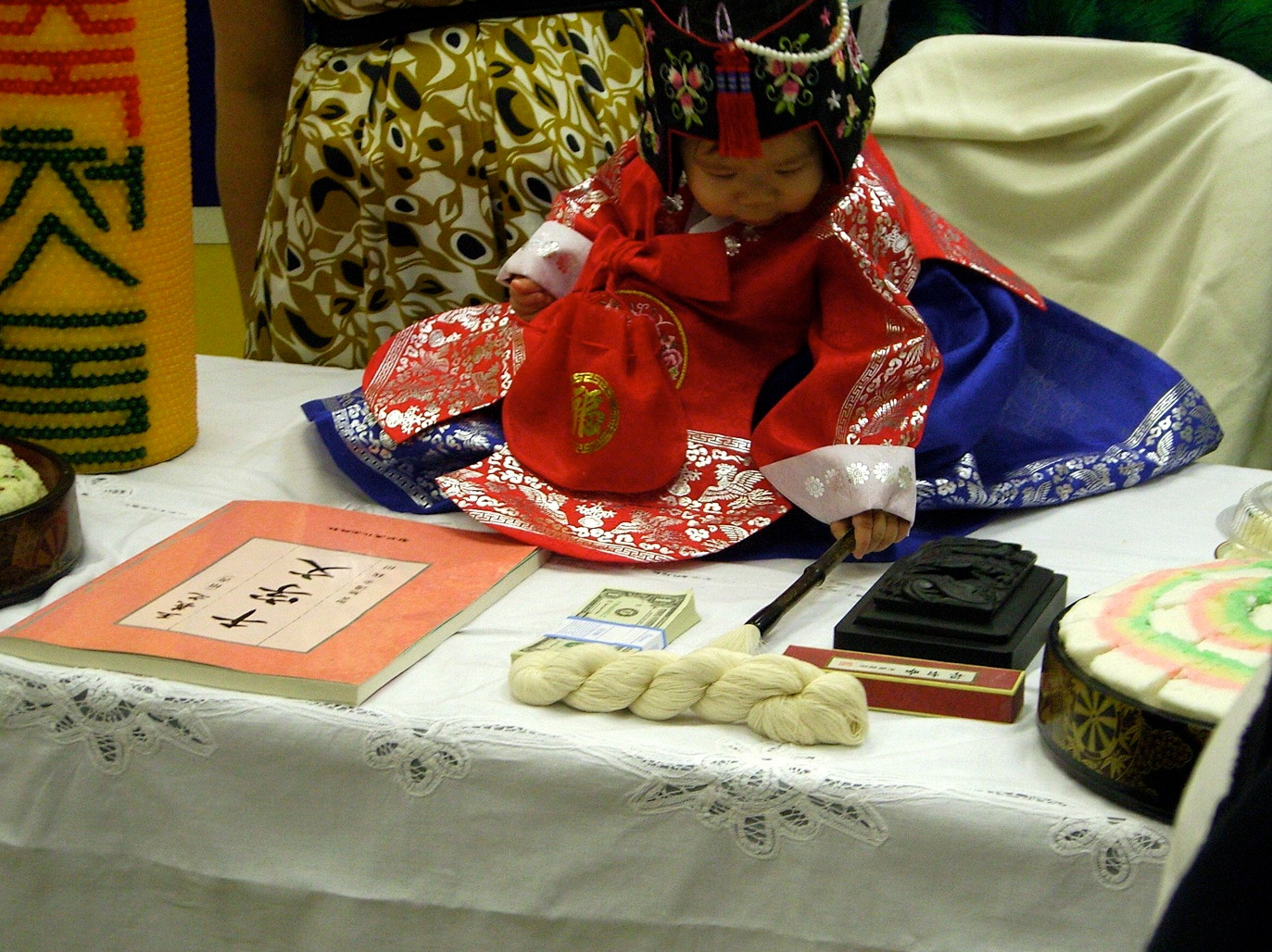
Un bambino sceglie gli oggetti durante il doljabi.

Il termine doljabi deriva dal coreano dol (돌?), che significa il "primo compleanno del bambino", jab (잡?), che significa "afferrare", e i (이?), la particella del soggetto. Il doljabi è il rituale dell'afferrare un oggetto posto sul tavolo. Si fa risalire questa usanza all'antica Cina; in Corea ha iniziato a diffondersi ampiamente durante il periodo Joseon, dapprima tra i membri della famiglia reale e, col tempo, anche tra le famiglie della gente comune. In base al genere del bambino venivano posti sul tavolo oggetti quali carta, pennello, libro e inchiostro per un maschio; forbici, coltello, cucchiaio, indumenti, metro, filo e ago per una femmina. In base a ciò che il bambino o la bambina afferrava si poteva predire il suo futuro. Ad esempio, se il bambino avesse afferrato la carta o il pennello si pensava che sarebbe diventato uno studioso; se la bambina avesse afferrato le forbici o l'ago sarebbe diventata una buona moglie e casalinga. Al giorno d'oggi è ancora un'usanza praticata, ma sono stati aggiunti altri oggetti più moderni, quali lo stetoscopio, la palla da pallacanestro o il microfono.

### Abbigliamento

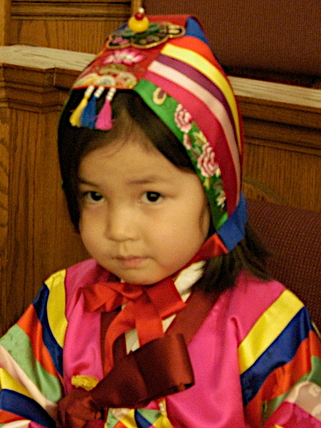
Gulle indossato da una bambina.

Usanza vuole che, in occasione del doljanchi, il bambino o la bambina indossi abiti dai colori sgargianti, la cui combinazione varia a seconda che si tratti di un maschio o di una femmina. Questo indumento è un particolare tipo di hanbok noto come dolbok (돌복?), utilizzato specificamente per la cerimonia del primo compleanno.
Il dolbok del bambino consta di un hogeon, un particolare tipo di gwanmo (il copricapo indossato dai giovani coreani in età compresa tra uno e cinque anni) a forma di tigre, il cui intento è quello di allontanare le energie negative e augurare salute e longevità, e un ggachi durumagi (soprabito multicolore), lo strato più esterno dell'hanbok da indossare sopra la jeogori e i pantaloni. Il dolbok della bambina si compone invece di un gulle, che è un tipo di sseugae (il copricapo tradizionale, popolare in periodo Joseon tra le giovani coreane dell'alta società) decorato con diversi nastri per capelli; una saekdong jeogori, ovverosia una giacca corta con maniche multicolore da legare in vita con un fiocco; e una gonna color cremisi.
Entrambi i dolbok presentano alcuni elementi comuni: una doltti, cioè una lunga fascia da avvolgere attorno alla vita più volte come augurio di longevità, di solito riccamente ricamata con disegni raffiguranti la luna, le nuvole e gli alberi di pino, anch'essi augurio di una vita lunga, così come fiori e farfalle, augurio di salute e felicità; e i tarae beoseon, calzini trapuntati con ricami decorativi, stretti intorno alle caviglie con un nastro blu nel caso di un maschio, con uno rosso nel caso di una femmina.

### Regali
In Corea, sin dai tempi antichi, l'oro è il mezzo più apprezzato per augurare una vita lunga e prospera in occasione di riti di passaggio e ricorrenze varie, specialmente nel caso dei bambini. Per questa ragione è consuetudine, durante il doljanchi, fare dono al festeggiato di un anello d'oro tra i 22 e i 24 carati. Questi anelli hanno funzione di talismani, con lo scopo di vegliare sulla crescita del bambino. Ogni famiglia coreana ne possiede in media dai 5 ai 20. Oltre che di natura simbolica, questi anelli avevano anche un valore più pratico: era sottinteso che potessero essere fusi o venduti, in caso di emergenza, e il ricavato investito nel futuro del bambino. Se in passato conservare gli anelli era l'opzione più gettonata, in epoca moderna vendere o ipotecare questi doni è diventata una pratica sempre più frequente. In origine il peso degli anelli era misurato in don, una tradizionale unità di misura coreana corrispondente a 3,75 grammi: ciascuno di essi misurava tra 1 o ½ don e a seconda del costo dell'oro il prezzo si aggirava intorno ai 50.000 won nel 2005. Con l'aumento del prezzo dell'oro, nel 2008 doni simili sono arrivati a costare più di 100.000 won l'uno. Per questa ragione, sempre più invitati ai doljanchi optano per regali meno costosi o direttamente contanti, e sempre più famiglie che ricevono in dono gli anelli li rivendono il prima possibile.

## In epoca moderna
Pur conservando i tratti fondamentali del doljanchi originario, questa pratica è mutata nel tempo inglobando elementi della Corea del Sud moderna e iper-tecnologica: nella cerimonia del doljabi gli oggetti tradizionali vengono sovente sostituiti da un microfono, uno stetoscopio o un mouse. Nonostante il doljanchi continui a essere una pratica ampiamente diffusa e riverita, la situazione economica spinge sempre più famiglie a ridimensionare la festa o a non celebrarla affatto. Se in passato il doljanchi voleva celebrare il traguardo di un anno di vita raggiunto dal bambino, con la drastica riduzione della mortalità infantile sempre più giovani vedono in questa ricorrenza una futile ostentazione di benestare e opulenza. In aggiunta a ciò, il doljanchi moderno richiede una spropositata quantità di denaro, tempo e organizzazione, investiti in catering, fotografi e parrucchieri professionisti, spese che molte famiglie non possono o non vogliono sostenere. Queste ragioni e l'attuazione di una legge anti-corruzione (la quale regola la quantità di denaro donato, ricevuto o investito), hanno spinto sempre più sudcoreani a organizzare doljanchi privati nell'intimità della propria cerchia familiare.